# Choerodon cypselurus
Choerodon cypselurus là một loài cá biển thuộc chi Choerodon trong họ Cá bàng chài. Loài này được mô tả lần đầu tiên vào năm 2017.

## Từ nguyên
Từ định danh được ghép bởi hai âm tiết trong tiếng Hy Lạp cổ đại: kúpselos (κύψελος, "chim én, nhạn") và ourá (ουρά, "đuôi"), hàm ý đề cập đến vây đuôi hình cánh nhạn của loài cá này, khác biệt so với những loài thuộc nhánh Choerodon azurio..

## Phạm vi phân bố và môi trường sống
C. cypselurus chỉ được biết đến qua hai mẫu vật đã được bảo quản trong cồn, được thu thập tại bãi ngầm Saya de Malha vào năm 1978. Saya de Malha nằm trên cao nguyên ngầm Mascarene, nối liền với hai đảo quốc là Seychelles ở phía bắc và Mauritius ở phía nam.

## Mô tả
Mẫu định danh (holotype) có chiều dài cơ thể là 24 cm, còn mẫu phụ chuẩn (paratype) có kích thước đo được là 17 cm. Màu sắc khi còn sống của các mẫu vật không được ghi chép lại..
Số gai ở vây lưng: 12; Số tia vây ở vây lưng: 8; Số gai ở vây hậu môn: 3; Số tia vây ở vây hậu môn: 10; Số tia vây ở vây ngực: 16–17; Số gai ở vây bụng: 1; Số tia vây ở vây bụng: 5.

### Trích dẫn
- Gomon, Martin F. (2017). "A review of the tuskfishes, genus Choerodon (Labridae, Perciformes), with descriptions of three new species" (PDF). Memoirs of Museum Victoria. Quyển 76. tr. 1–111. doi:10.24199/j.mmv.2017.76.01.